# 斎宮跡

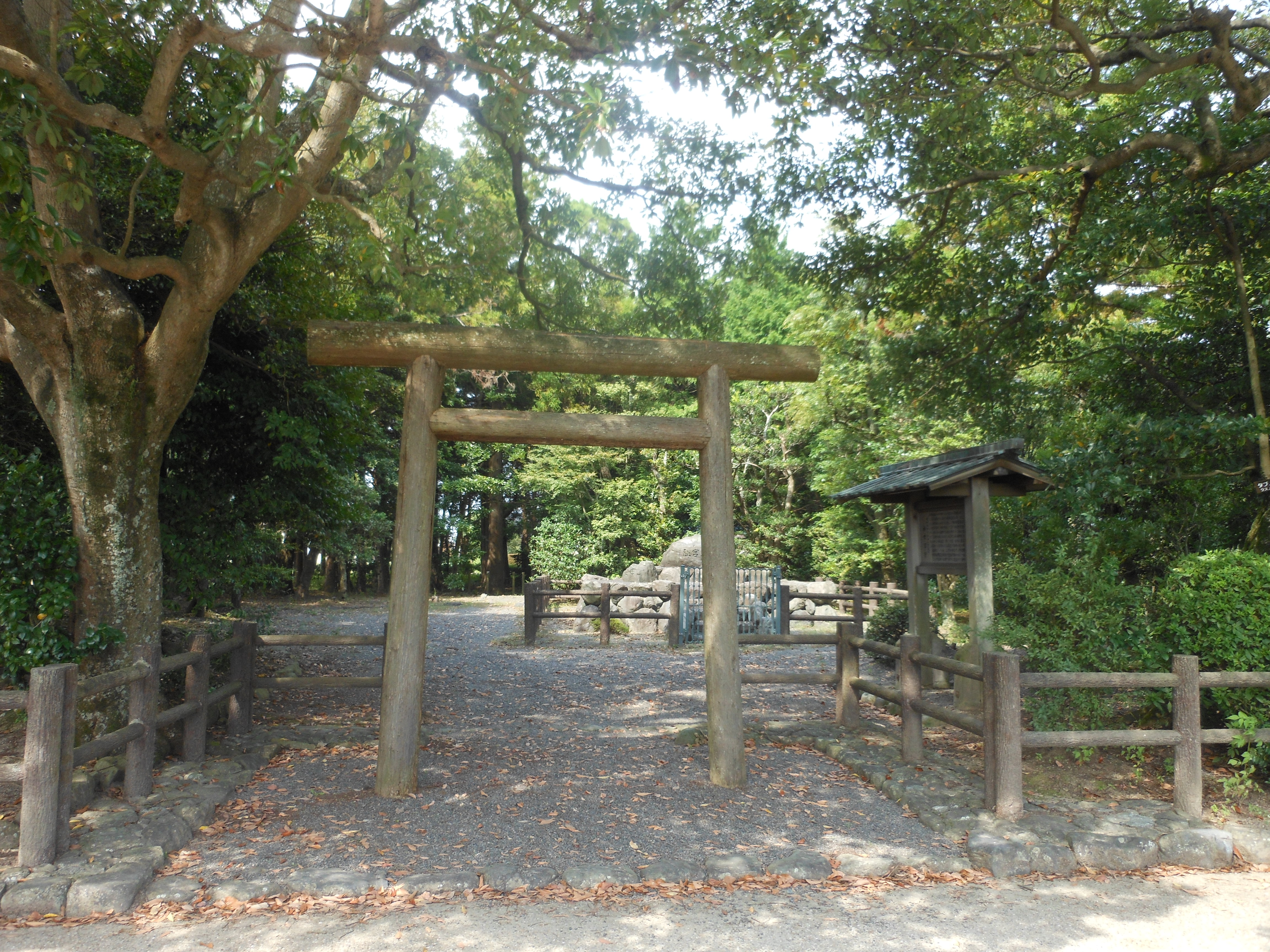
斎王宮跡（神宮司庁管理地）。

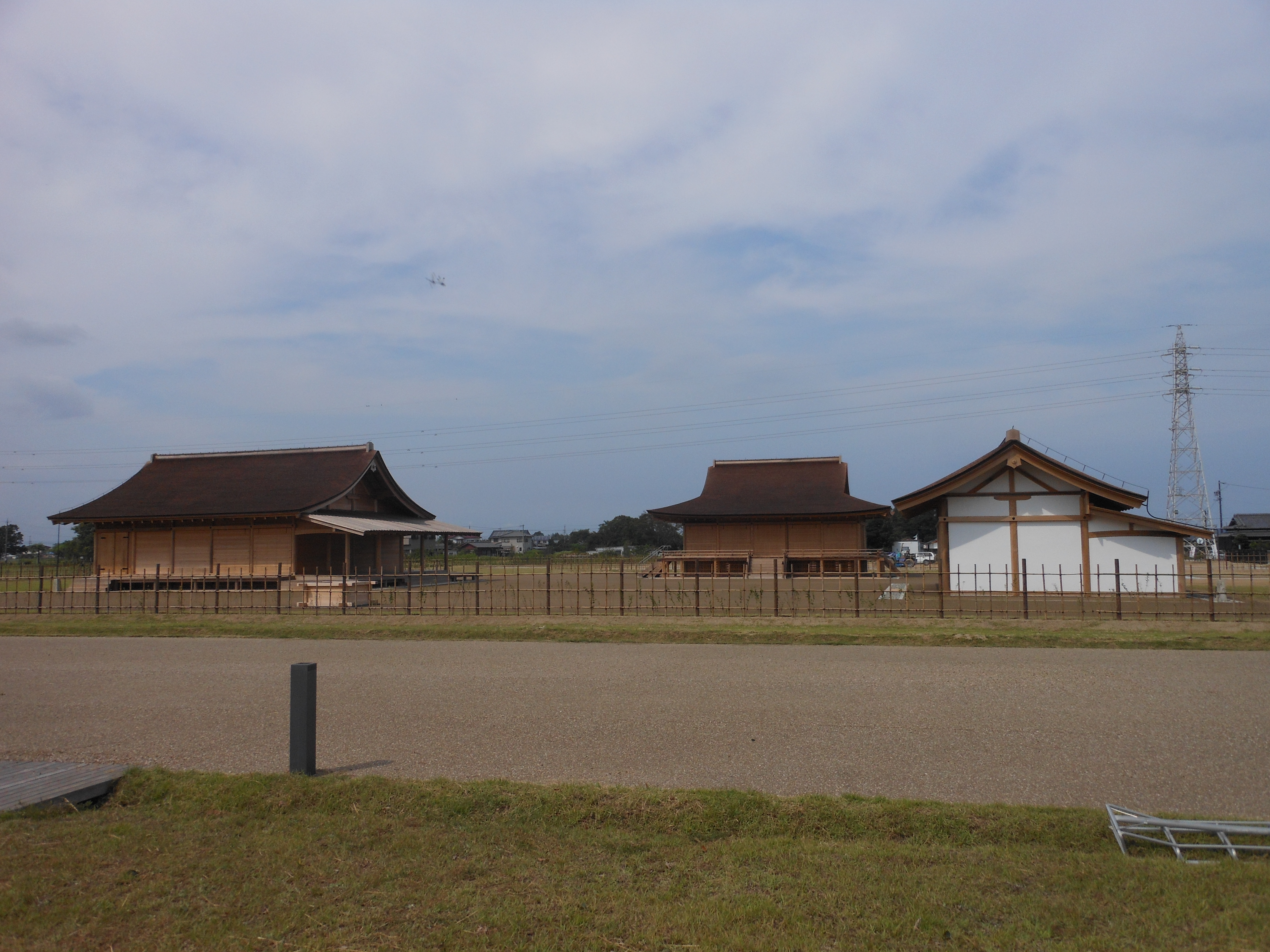
さいくう平安の杜。

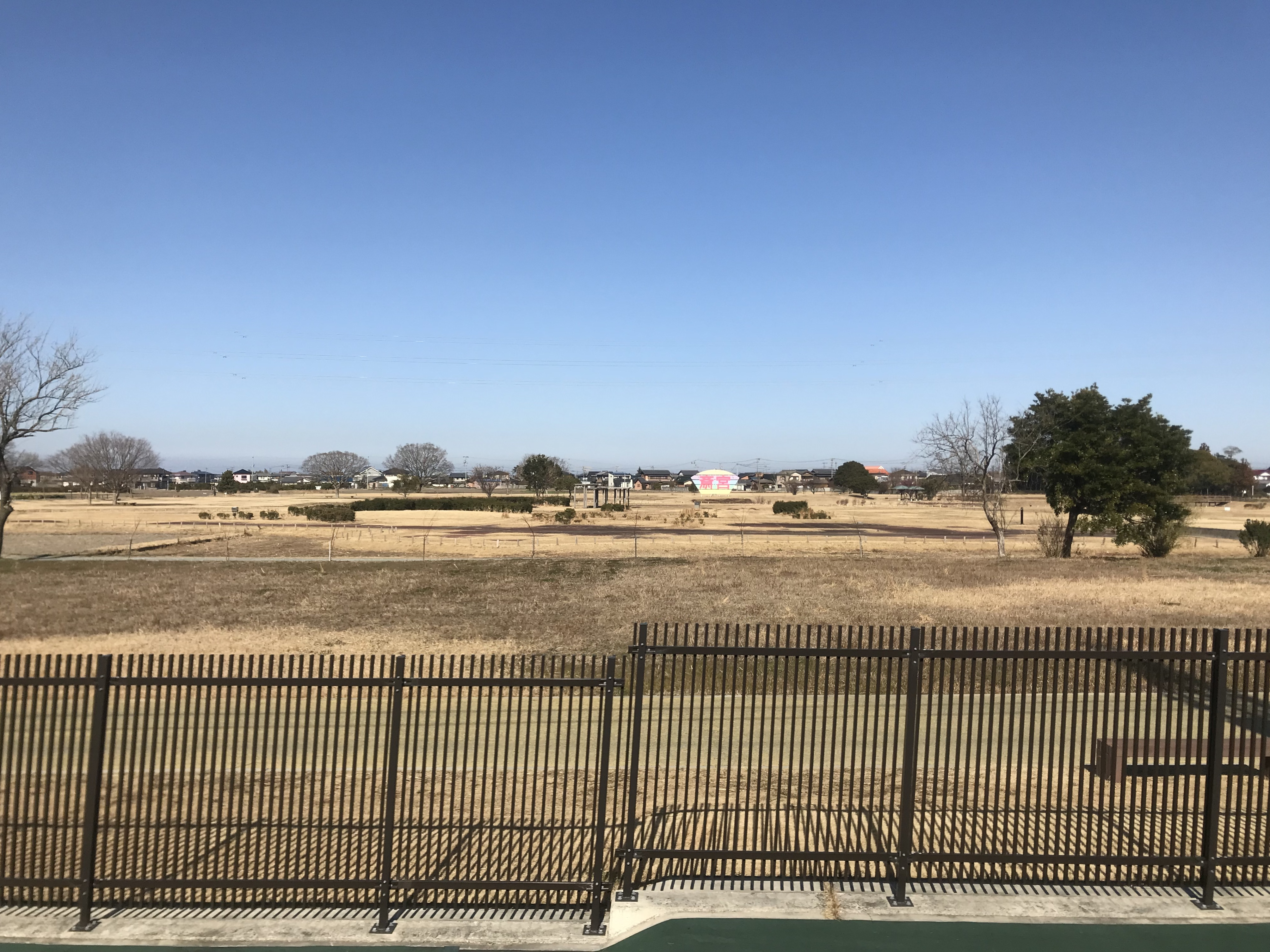
斎宮駅から見た斎宮跡歴史ロマン広場。

斎宮跡（さいくうあと/さいぐうあと）は、三重県多気郡明和町斎宮に所在する斎宮寮および斎宮（伊勢斎王の御所）跡地の遺跡。国の史跡に指定されている。斎宮寮とは、伊勢神宮の祭祀を行うために皇室から派遣された皇女・斎王（斎宮）が執務した場所であり、斎王（斎宮）は天皇の代替わり毎に交替し、南北朝時代まで続いたとされる。斎宮跡は伊勢神宮から約15キロメートル離れており、都と伊勢神宮を結ぶ伊勢道のルート上に位置している。

## 概要

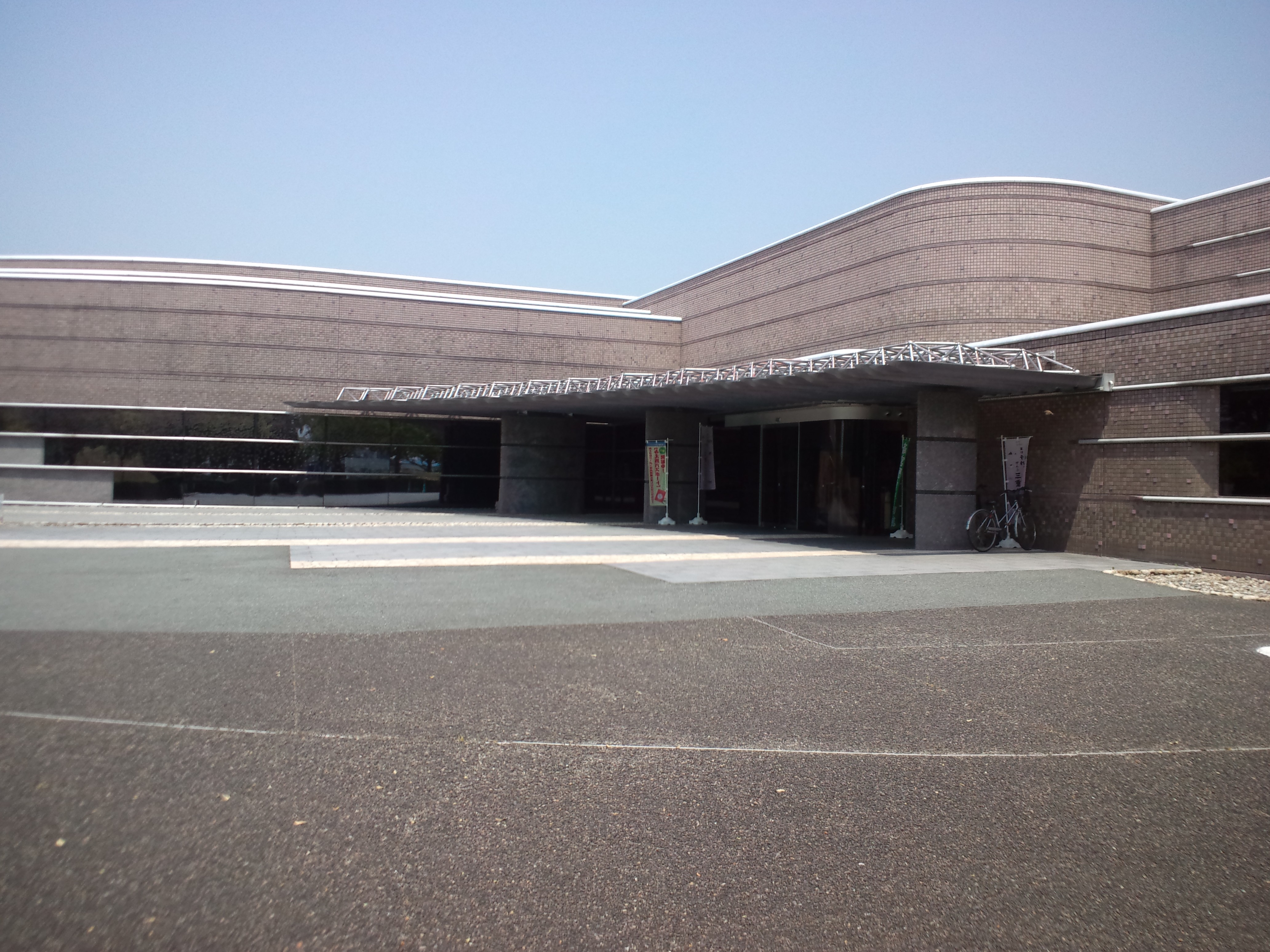
斎宮歴史博物館。

外周施設が、東西1.5キロメートルにわたる大きな溝が史跡の北端となり、東西のそれぞれの端で南北の溝に接続している。飛鳥・奈良時代から南北朝時代にわたる遺跡であり、史跡西方（古里・中垣内地区）には奈良時代の遺構、東方には平安時代の遺構が検出されている。また、鎌倉時代の遺構は、奈良時代と同じ古里地区と史跡東北部にあり、溝や井戸が検出されている。特に、平安時代の遺構には、南北に4つ、東西に7つに区画された約120メートルの方形地割があり、その内部からは、南北の方位に整然と配置された大型の掘立柱建物が検出されている。その中心部が内院であると推定されており、第1種保存地区に指定されている。出土遺物は、土製の飾馬、三彩陶器、緑釉陶器以外に、土師器や水司、膳司、殿司など役所名を墨書した墨書土器も発見されている。これらは古里地区の斎宮歴史博物館に収蔵・展示されている。

## 保存の経緯
1970年（昭和45年）に住宅団地造成の計画が始まったことから、「三重県文化財と自然を守る会」により、遺跡を守る運動が始まった。その結果、1979年（昭和54年）に国の史跡に指定された。行政側が地権者との調整を行い、順次買い上げが行われている。買い上げ後の管理は、公益財団法人斎宮跡保存協会が行っている。また、遺跡内を伊勢街道が通っていることから、伊勢神宮への街道沿いに位置する歴史資源と連携を図って保存・活用する計画がある。
現在の史跡指定範囲は137ヘクタール（137万平方メートル）におよび、斎宮歴史博物館（三重県埋蔵文化財センター）と明和町による発掘調査が継続的に実施されている。

## 遺跡の活用
明和町当局は国の史跡である斎宮跡を活用し「斎宮跡歴史ロマン広場」として整備し、観光客の誘致を推進している。1989年（平成元年）に斎宮歴史博物館、1999年（平成11年）にはいつきのみや歴史体験館を開館している。2015年（平成27年）4月には「祈る皇女斎王のみやこ 斎宮」が日本遺産に認定された。同年10月24日には三重県が2009年（平成21年）から整備を進めていた「さいくう平安の杜」が完成した（竣工式は9月26日にいつきのみや観月会と同時開催した）。

## アクセス
近鉄山田線・斎宮駅史跡公園口より出てすぐ。